# Románia a 2019-es rövid pályás úszó-Európa-bajnokságon
Románia a skóciai Glasgow-ban megrendezett 2019-es rövid pályás úszó-Európa-bajnokság egyik részt vevő nemzete volt, melyen három férfi sportolóval képviseltette magát.

## Eredmények

### Férfi
| Versenyző     | Versenyszám   | Előfutam | Előfutam | Előfutam | Elődöntő | Elődöntő | Elődöntő | Döntő   | Döntő    |
| Versenyző     | Versenyszám   | Idő      | Hely.    | Össz.    | Idő      | Hely.    | Össz.    | Idő     | Helyezés |
| ------------- | ------------- | -------- | -------- | -------- | -------- | -------- | -------- | ------- | -------- |
| Robert Glință | 50 m hát      | 23,48    | 1.       | =5.      | 23,35    | 3.       | 6.       | 23,24   | 4.       |
| Robert Glință | 100 m hát     | 51,23    | 3.       | 15.      | 50,13    | 3.       | 3.       | 50,30   |          |
| Daniel Martin | 50 m hát      | 24,59    | 7.       | 44.      | kiesett  | kiesett  | kiesett  | kiesett | kiesett  |
| Daniel Martin | 100 m hát     | 53,71    | 6.       | 48.      | kiesett  | kiesett  | kiesett  | kiesett | kiesett  |
| Daniel Martin | 200 m hát     | 1:55,95  | 9.       | 24.      |          |          |          | kiesett | kiesett  |
| Daniel Martin | 100 m vegyes  | 54,66    | 6.       | 34.      | kiesett  | kiesett  | kiesett  | kiesett | kiesett  |
| Cătălin Ungur | 50 m gyors    | 22,33    | 2.       | 58.      | kiesett  | kiesett  | kiesett  | kiesett | kiesett  |
| Cătălin Ungur | 50 m hát      | 23,88    | 7.       | 19.      | kiesett  | kiesett  | kiesett  | kiesett | kiesett  |
| Cătălin Ungur | 100 m hát     | 51,98    | 3.       | 26.      | kiesett  | kiesett  | kiesett  | kiesett | kiesett  |
| Cătălin Ungur | 50 m pillangó | 23,29    | 1.       | 24.      | kiesett  | kiesett  | kiesett  | kiesett | kiesett  |

____
= – egy másik versenyzővel azonos eredményt ért el